# Temperen

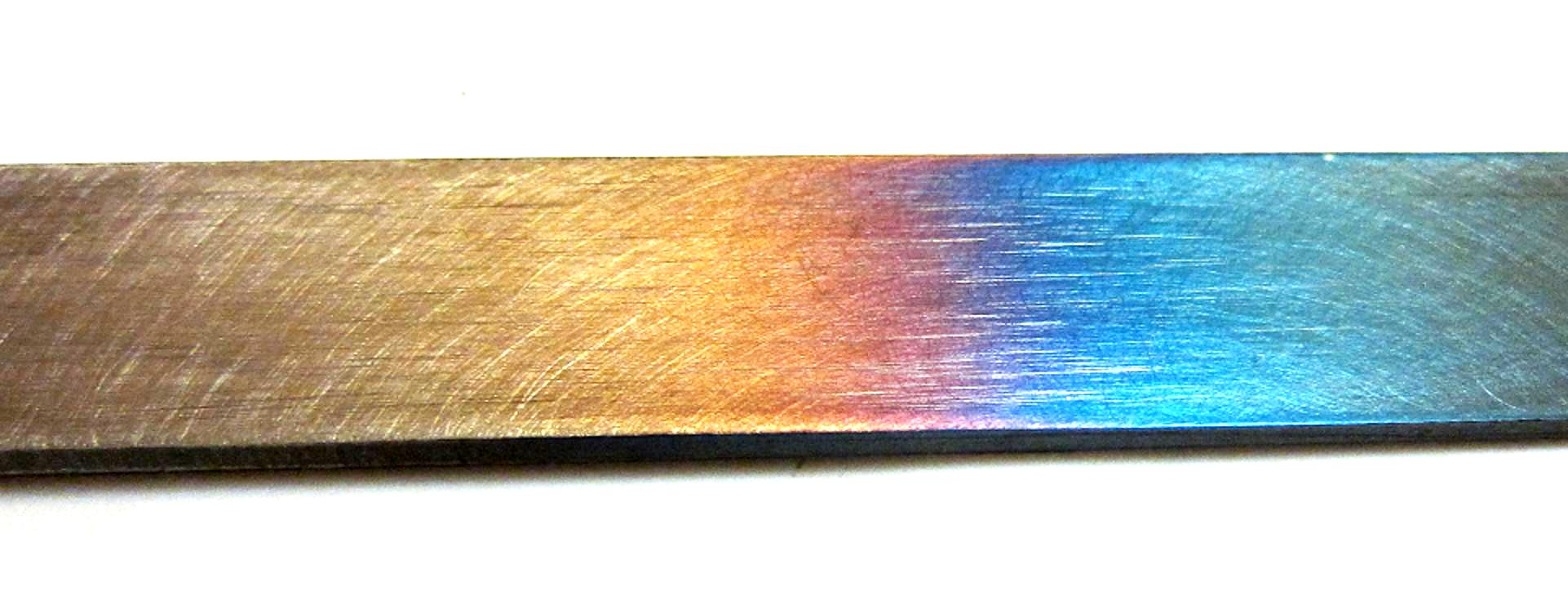
Staal, getemperd bij verschillende temperaturen. De verschillende kleuren laten zien tot welke temperatuur het staal verhit was. Lichtgeel wijst op 204°C en lichtblauw op 337°C.

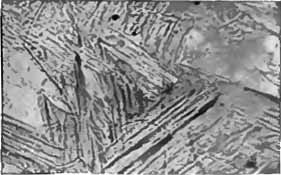
Martensiet, een zeer harde microstructuur die gevormd wordt als staal wordt afgeschrikt. Temperen verlaagt de hardheid in het martensiet door het om te zetten in verschillende vormen van getemperd martensiet.

Temperen is een warmtebehandeling, toegepast op ijzerlegeringen, zoals staal of gietijzer, om de elasticiteit en plasticiteit van een materiaal te vergroten, door de hoge hardheid van de legering (verkregen door harden) te verlagen. Een verlaging in hardheid gaat doorgaans samen met een toename van de ductiliteit, en een afname van de brosheid. Temperen wordt normaliter toegepast op een werkstuk dat zojuist is afgeschrikt (zeer snel afgekoeld). 

## Inleiding
Wie een ijzerlegering een hoge hardheid mee wil geven, kan beginnen met het geven van een warmtebehandeling waarbij de legering eerst boven een zekere temperatuur gebracht wordt (ruwweg 1000 °C), en vervolgens zeer snel wordt afgekoeld. Hierdoor ontstaat een kristalstructuur in het materiaal dat martensiet genoemd wordt. Deze structuur is zeer hard door de vele interne spanningen die er in het materiaal zitten. Afhankelijk van de uiteindelijk gewenste materiaaleigenschappen (taaiheid, brosheid, hardheid, sterkte) heeft het materiaal een nabewerking nodig om tot een gewenst eindresultaat te komen. Een van de mogelijke nabewerkingen is temperen.

## Principe
Bij het proces van temperen wordt het werkstuk gecontroleerd verhit tot een temperatuur beneden de "onderste kritische temperatuur" (aangeduid met 'A1' in het ijzer-koolstofdiagram). Verhitten boven deze temperatuur moet vermeden worden bij het temperen, om te voorkomen dat de martensietstructuur, die bekendstaat om zijn zeer hoge hardheid, vernietigd wordt. Het warmtebehandelingsproces waarbij de temperatuur wél boven deze kritische temperatuur gebracht wordt, wordt overigens aangeduid als ontlaten.
Tijd en temperatuur zijn kritisch bij het verkrijgen van de juiste balans in fysische eigenschappen van het materiaal. De gekozen temperatuur bepaalt hoe sterk de hardheid vermindert, en is afhankelijk van zowel de samenstelling van de legering als de gewenste eigenschappen van het eindproduct. Ter illustratie: zeer hard gereedschap wordt vaak getemperd bij lage temperaturen, terwijl veren bij een aanzienlijk hogere temperatuur getemperd worden. Lage temperingstemperaturen zullen de interne spanningen slechts ten dele verlichten, waardoor de brosheid verlaagd wordt terwijl de hardheid grotendeels behouden blijft. Hogere temperaturen zullen doorgaans resulteren in een grotere afname van de hardheid, waarbij de hoge vloeigrens en de treksterkte worden opgeofferd om een hogere elasticiteit en plasticiteit van het materiaal te verkrijgen. 
Dit hangt overigens ook van de samenstelling van de legering af. In sommige laaggelegeerde staalsoorten, die elementen bevatten zoals chroom en molybdeen, kan temperen bij lage temperatuur juist een toename in sterkte opleveren, terwijl de hardheid bij hogere temperaturen afneemt. Verschillende staalsoorten met hoge concentraties van deze legeringselementen gedragen zich als precipitaathardende legeringen, waarbij juist het tegenovergestelde effect optreedt als gewoonlijk bij afschrikken en temperen. Men noemt deze legeringen maraging steels.
In koolstofstaal verandert tempering de grootte en de verdeling van carbiden in het martensiet, waardoor een microstructuur ontstaat die 'getemperd martensiet' heet.

## Geschiedenis
Temperen is een techniek met een lange geschiedenis. Het oudst bekende voorbeeld van getemperd martensiet is een pikhouweel uit omstreeks 1200 tot 1100 v. Chr., die gevonden werd in Galilea. Het proces werd in de oudheid overal toegepast, van Azië tot in Europa en Afrika. Men experimenteerde in de oudheid met vele verschillende technieken en middelen, van afschrikken in urine of bloed, tot metalen zoals kwik of lood, maar het proces van temperen bleef door de jaren heen zo ongeveer gelijk. De term 'temperen' werd vaak verward met 'afschrikken', en vaak werd de term ook wel gebruikt om beide technieken aan te duiden.